# 张贤约
张贤约（1912年2月15日—2002年1月9日），原张贤若，中国人民解放军中将，1955年获一级八一勋章、一级独立自由勋章、一级解放勋章，1988年获一级红星功勋荣誉章。
1929年，张贤约在六安县流波潼做长工，11月，六霍农民起义爆发，参加起义武装。1930年1月，起义部队改编为中国工农红军第十一军33师106团。1931年3月，加入中国共产党。此后，在中国工农红军第四军任职。1935年，随部参加长征。八路军时期，在第129师等部任职。第二次国共内战期间，任西北野战军第6纵队副司令员、人民解放军第6军副军长等职。1949年，新疆和平解放，随部进驻北疆。1955年5月，调任北京。